# Park Szelągowski

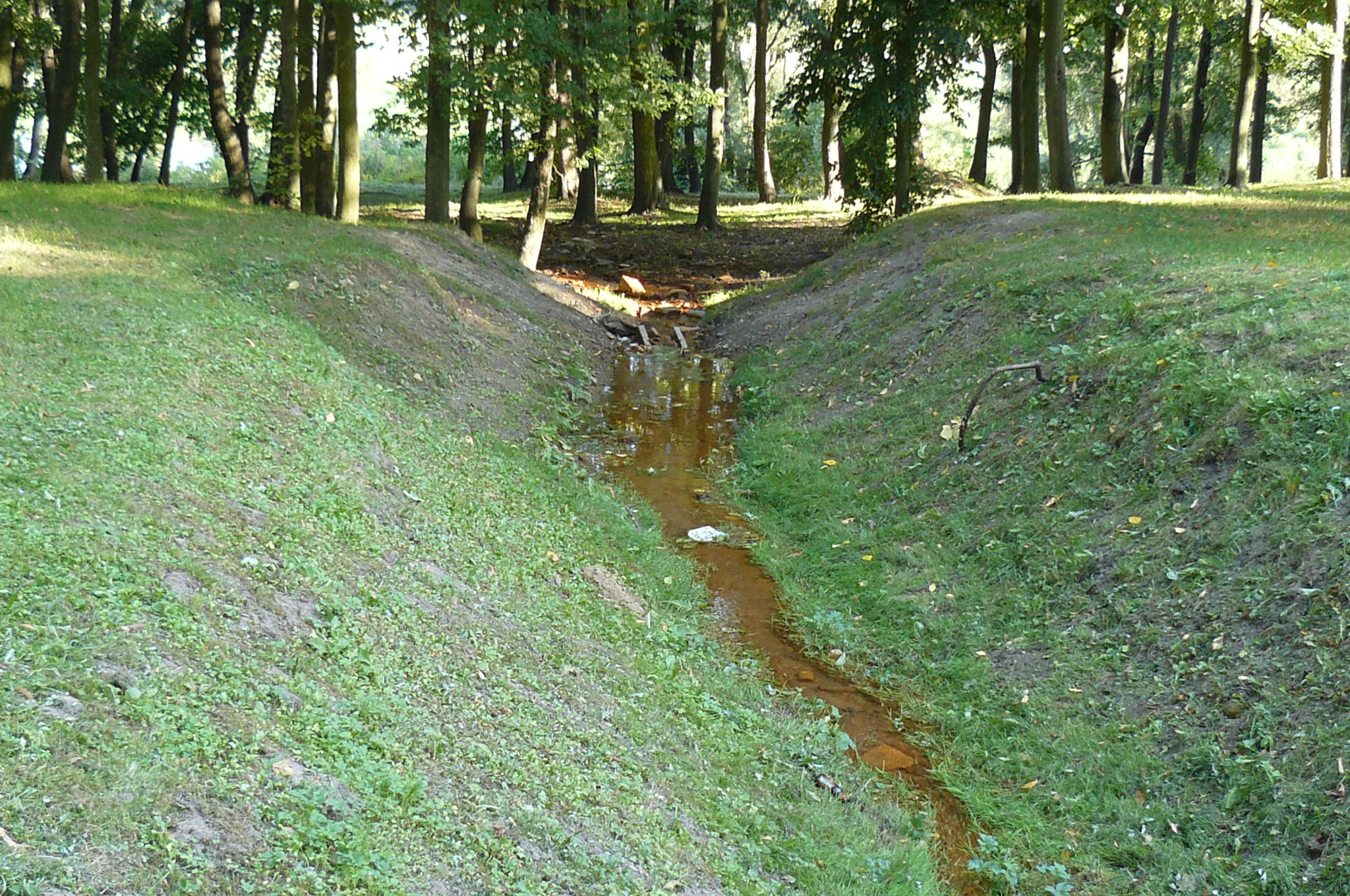
Park Szelągowski – źródełko

Park Szelągowski – zabytkowy park, położony w Poznaniu, na Szelągu, na skarpie doliny Warty, na północ od centrum miasta. Park ten sąsiaduje z terenami zielonymi Cytadeli. Stanowi fragment północnego klina zieleni.

## Geneza i historia
Nazwa pochodzi od kupieckiej rodziny Szylingów, z których najbardziej znanym był Mikołaj Szyling, burmistrz Poznania, złotnik, humanista, przyjaciel Krzysztofa Hegendorfera i właściciel kamienicy przy Starym Rynku 54. Był on założycielem fabryki prochu na terenach obecnego Szeląga. W 1557 Zygmunt August wyraził zgodę na powiększenie fabryki, poprzez dokup gruntów. Z czasem fabryka zakończyła działalność, a zdziczałe tereny stały się popularnym celem wycieczek mieszkańców Poznania (od początków XIX wieku).
W 1922 restaurację i tutejszy ogród zakupiło Bractwo Kurkowe Strzeleckie, a ogród zaczęto nazywać Strzeleckim (nazwa ta używana była jeszcze w latach 50. XX w.). Mieściła się tutaj m.in. największa w Polsce kryta strzelnica (37 stanowisk) i tarasy restauracyjne na łącznie pięć tysięcy gości. Po wojnie teren podupadł, mimo że w 1957 były projekty urządzenia tutaj obiektów sportowych, a 23 czerwca 1945 urządzono pierwsze po wojnie Wianki (Noc Świętojańską) pod patronatem generała Karola Świerczewskiego. Tego dnia odwołano nawet godzinę milicyjną. 5 września 1945 uruchomiono z tutejszej przystani regularne kursy statkiem do Gorzowa Wielkopolskiego (przez Oborniki, Obrzycko, Wronki, Sieraków, Międzychód i Skwierzynę). Jednostka odpływała w dni nieparzyste o 8.00, a pasażerowie mogli zabierać dowolną ilość bagaży (oferowano nawet przeprowadzki). W 2009 ogród uporządkowano. Planowane jest urządzenie terenów rekreacyjnych i promenady nad Wartą. Pozostałością dawnych czasów są ruiny monumentalnych schodów, prowadzących w dolinę rzeki. Na terenie parku znajduje się Dom Weterana – dobry przykład późnego modernizmu.

## Przyroda
Park posiada duże walory przyrodnicze. Rośnie tu kilka bardzo okazałych topól czarnych (obwody sięgają 6 metrów). Istnieje także platan klonolistny i aleja kasztanowców. W centrum założenia wycieka niewielkie, ujęte w krąg, źródełko wody żelazistej. Woda ta zabarwia podłoże na silny, rdzawy kolor. Występują także: derkacz (zalatujący zza Warty), słowik szary i rdzawy. Pojawiają się też bobry.